# Assemblée législative du Mato Grosso do Sul
Pour les autres articles nationaux ou selon les autres juridictions, voir Assemblée législative.
12e législature
Palais Guaicurus
L'Assemblée législative du Mato Grosso do Sul (en portugais : Assembleia Legislativa de Mato Grosso do Sul ; abrégé ALMS) est l'organe dépositaire du pouvoir législatif de l'État brésilien du Mato Grosso do Sul. Elle est composée de 24 membres appelés « députés », élus pour quatre ans au scrutin proportionnel plurinominal.
Son siège est situé au palais Guaicurus dans le parc des Pouvoirs, à Campo Grande, la capitale de l'État.

## Histoire
Régie par la Constitution de 1969, l'Assemblée legislative est issue de l'assemblée constituante de l'État du Mato Grosso do Sul de 1979. Ce nouvel État est créé le 1er janvier 1979 par le président de la République Ernesto Geisel, dans le cadre de la loi complémentaire 31, qui sépare la partie sud de l'État du Mato Grosso pour constituer la nouvelle entité. Le 13 juin 1979, la nouvelle constitution de l'État est promulguée et confère à l'assemblée son nom actuel.
En 1988, dans le cadre du processus de démocratisation au Brésil et la promulgation de la Constitution de 1988, l'Assemblée législative est investie du pouvoir constituant afin d'établir une nouvelle Constitution pour l'État. Le nouveau texte est promulgué le 5 octobre 1989.

## Système électoral
L'Assemblée législative est composée de 24 députés élus pour un mandat de quatre ans au scrutin proportionnel plurinominal. Le vote est obligatoire pour les citoyens de 18 à 70 ans, et facultatif pour ceux âgés de 16 à 18 ans ou de plus de 70 ans,.

## Législatures
| Législature | Élections | Début            | Fin             | Présidence                          |
| ----------- | --------- | ---------------- | --------------- | ----------------------------------- |
| 1re         | 1978      | 1er janvier 1979 | 31 janvier 1983 | Londres Machado Valdomiro Gonçalves |
| 2e          | 1982      | 1er février 1983 | 31 janvier 1987 | Walter Carneiro Gandi Jamil         |
| 3e          | 1986      | 1er février 1987 | 31 janvier 1991 | Jonatan Barbosa Londres Machado     |
| 4e          | 1990      | 1er février 1991 | 31 janvier 1995 | Londres Machado Cícero de Souza     |
| 5e          | 1994      | 1er février 1995 | 31 janvier 1999 | Roberto Orro Londres Machado        |
| 6e          | 1998      | 1er février 1999 | 31 janvier 2003 | Londres Machado Ary Rigo            |
| 7e          | 2002      | 1er février 2003 | 31 janvier 2007 | Londres Machado                     |
| 8e          | 2006      | 1er février 2007 | 31 janvier 2011 | Jerson Domingos                     |
| 9e          | 2010      | 1er février 2011 | 31 janvier 2015 | Jerson Domingos                     |
| 10e         | 2014      | 1er février 2015 | 31 janvier 2019 | Junior Mochi                        |
| 11e         | 2018      | 1er février 2019 | 31 janvier 2023 | Paulo Corrêa                        |
| 12e         | 2022      | 1er février 2023 | 31 janvier 2027 | Gerson Claro                        |